# Sarahah
Sarahah (arabsky صراحة) je sociální síť pro posílání anonymních vzkazů. Pochází ze Saúdské Arábie a vymyslel ho Zain al-Abidin Tawfiq. Spuštěn byl koncem roku 2016, populárním se stal až v roce 2017.
Uživatelé (nemusí být registrováni) mohou registrovaným uživatelům posílat anonymně vzkazy. Ti pak mohou odpovědět. V létě 2017 byla spuštěna aplikace Sarahah pro smartphony.
Název se odvíjí od arabského slova sarahah, které znamená upřímnost.